# Osvaldo Jeldres

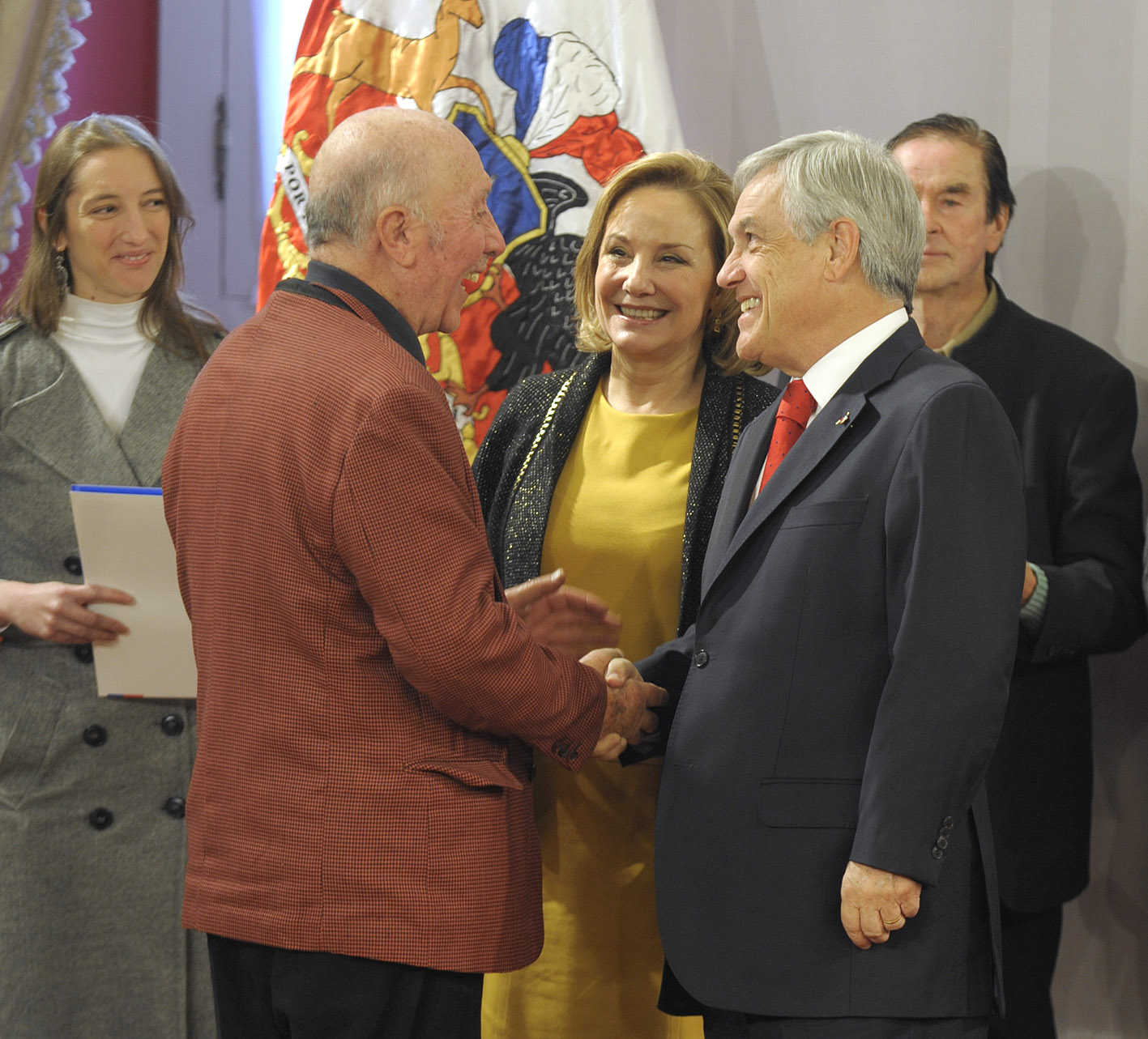
Osvaldo Jéldrez (izquierda) recibe de parte del Presidente Sebastián Piñera y su esposa Cecilia Morel, una pensión de gracia "por su esfuerzo por ayudar a construir la cultura popular chilena".

Osvaldo Jéldrez Martínez (Gorbea, 9 de noviembre de 1929 - Santiago, Lo Prado, Villa kennedy, 28 de agosto de 2014) fue un autor y compositor musical chileno, bailarín clásico y coreógrafo del Teatro Municipal de Santiago.

## Biografía
Jéldrez fue el primer bailarín del Ballet Nacional Chileno, profesor de danza de la Universidad de Chile y coreógrafo del Teatro Municipal de Santiago.
Como músico, escribió numerosas canciones para artistas chilenos —como Gloria Benavides, Los Ángeles Negros y Cecilia, entre otros— e internacionales —como José Luis Rodríguez, Danny Rivera y Perla—. Dentro de los temas más conocidos escritos por Jeldres, se cuenta «El rey y yo», que fue sampleado por Beastie Boys en su tema «The Move» de 1997, y también incluido en el juego Grand Theft Auto V (GTA).
En junio de 2012, recibió una pensión de gracia por parte del presidente Sebastián Piñera.
Sus últimos dos años los vivió padeciendo alzheimer, viviendo en su casa de Lo Prado en Santiago, cuidado por su Nieto Adoptivo Cristian Norambuena. Heredero de Osvaldo. .
Osvaldo Jéldrez murió de causas naturales a las 6 horas del 28 de agosto de 2014, dejando un legado de más de 200 canciones registradas en la Sociedad Chilena del Derecho de Autor (SCD).